# Elmore (Alabama)
Elmore város az USA Alabama államában, Elmore megyében. Lakosainak száma 1280 fő (2020. április 1.).

## Népesség
A település népességének változása:

| 2010 | 1 262 |
| 2020 | 1 280 |